# Manipulation de serpents dans la religion chrétienne

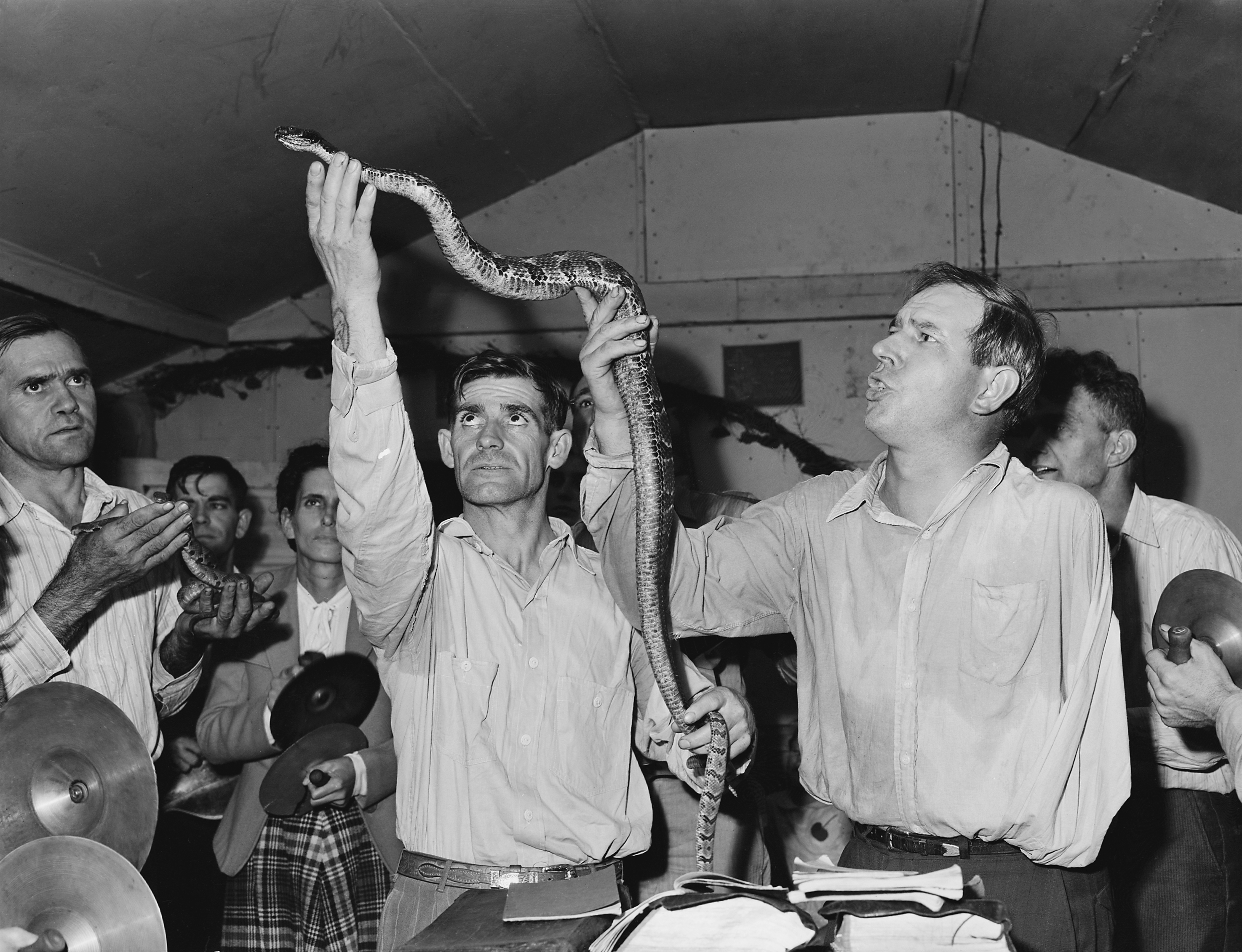
Illustration du maniement de serpents au sein de l'Église de Dieu, dans l'État américain du Kentucky, en 1946. Cliché du photojournaliste Russell Lee.

La manipulation de serpents est une pratique rituelle observée dans certains mouvements chrétiens pentecôtistes américains, particulièrement dans des régions rurales de l'Est et du Sud-Est des États-Unis. Ses origines remontent au début du XXe siècle, où la pratique serait apparue dans des villes minières de la région des Appalaches. Le rituel en lui-même ne constitue qu'une partie de la messe des paroisses qui le pratiquent. Ses pratiquants considèrent que le maniement des serpents remonterait à l'Antiquité, et que sa pratique serait mentionnée dans les textes bibliques chrétiens du Nouveau Testament, notamment dans l'Évangile selon Marc et l'Évangile selon Luc :

« Voici les signes qui accompagneront ceux qui deviendront croyants : en mon nom, ils chasseront les esprits mauvais ; ils parleront un langage nouveau ; ils prendront des serpents dans leurs mains, et, s'ils boivent un poison mortel, il ne leur fera pas de mal ; ils imposeront les mains aux malades, et les malades s'en trouveront bien. »

— Marc, 16:17, 18

## Origines
Le maniement de serpents dans le culte religieux chrétien apparait à la fin du XIXe siècle et au début du XXe siècle, en pleine émergence du mouvement pentecôtiste aux États-Unis. Elle s'inscrit dans une démarche de lecture littérale de la Bible, dont l'Évangile selon Marc.
C'est le pentecôtiste américain George Went Hensley (en) (1880–1955), ministre au sein de l'Église de Dieu de Cleveland de 1915 à 1922, qui introduit la pratique consistant à manier, au cours des offices, des serpents venimeux. Plusieurs paroisses de l'Église de Dieu adoptent de tels rituels au début des années 1920. Il démissionne de son ministère en 1922 et fondera plusieurs mouvements pentecôtistes adoptant dans leurs pratiques le maniement de serpents.

## Accidents
Plusieurs dirigeants de ces églises ont été mordus à de nombreuses reprises, comme le montrent notamment leurs doigts manquants. George Went Hensley lui-même, le fondateur de ce culte dans les Appalaches, est mort d'une morsure de serpent en 1955,. En 1998, l'évangéliste John Wayne "Punkin" Brown, spécialiste de la manipulation des serpents, est mort après avoir été mordu à l'église Rock House Holiness, dans la campagne du nord-est de l'Alabama, mais les membres de sa famille ont affirmé que sa mort est probablement due à une crise cardiaque. Pourtant, sa femme était décédée trois ans auparavant après avoir été mordue alors qu'elle se trouvait dans le Kentucky. Un autre manipulateur de serpents est mort en 2006 dans une église du Kentucky. En 2012, le pasteur pentecôtiste et manipulateur de serpents Mack Wolford est mort d'une morsure de serpent à sonnette qu'il avait reçue lors d'un service en plein air en Virginie occidentale, tout comme son père en 1983.

## Législation relative à la pratique
L'utilisation de serpents peut être, selon la juridiction des États où elle est pratiquée, plus ou moins tolérée, autorisée ou interdite.
Les États de l'Alabama, du Kentucky, du Tennessee ont adopté des lois interdisant la manipulation, sans autorisation ou permis, de serpents et de reptiles venimeux dans des lieux publics lorsqu'elle peut mettre en danger la vie d'autrui. Le Kentucky précise le cadre religieux auquel la loi fait référence, sa pratique pouvant être passible d'une amende pouvant aller de 50 à 250 dollars. Dans la plupart des cas, ces pratiques se font généralement aux domiciles des croyants, ce qui évite les procédures de demande de permis auprès de l'administration. Les forces de l'ordre n'interviennent et ne répriment la pratique que dans le cas d'accident.
Dans l'État de Virginie-Occidentale, la pratique est légale.
La pratique fut passible de la peine de mort en Géorgie à partir de 1941, à la suite de la mort d'une fillette de sept ans des suites de morsures. La loi, jugée trop sévère par les jurés, a été révoquée en 1968.